# Joseph-Marie Timon David

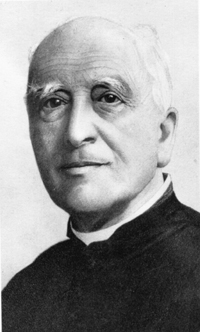
J.M. Timon-David (1823-1891)

Joseph-Marie Timon-David (Marsiglia, 29 gennaio 1823 – Marsiglia, 10 aprile 1891) è stato un presbitero francese, fondatore della Congregazione del Sacro Cuore di Gesù.

## Biografia
Grazie all'interessamento dell'arcivescovo di Marsiglia Eugène de Mazenod, Timon-David studiò presso il seminario di Saint Sulpice a Parigi, divenendo sacerdote nel 1846: nella capitale francese maturò tendenze ultramontane e si avvicinò al movimento di rinnovamento liturgico di Prosper Guéranger.
Tornato a Marsiglia, proseguì l'opera della gioventù avviata da Jean-Joseph Allemand e, nel 1847, fondò l'opera per la gioventù operaia: con l'appoggio del vescovo Mazenod, nel 1852 fondò una congregazione, intitolata al Sacro Cuore, per il servizio all'opera. La Congregazione del Sacro Cuore di Gesù venne approvata da papa Pio IX nel 1876.